# Indohya besucheti
Espèce
Indohya besucheti est une espèce de pseudoscorpions de la famille des Hyidae.

## Distribution
Cette espèce est endémique d'Inde. Elle se rencontre dans les Varushanad Hills et les monts des Cardamomes au Tamil Nadu et au Kerala.

## Description
Indohya besucheti mesure de 0,85 à 0,90 mm.
Le mâle décrit par Harvey en 1993 mesure 0,78 mm et les femelles de 0,93 à 1,08 mm.

## Étymologie
Cette espèce est nommée en l'honneur de Claude Besuchet.

## Publication originale
- Beier, 1974 : Pseudoscorpione aus Südindien des Naturhistorischen Museums in Genf. Revue Suisse de Zoologie, vol. 81, no 4, p. 999-1017 (texte intégral).